# Forbante (figlio di Triopa)
Forbànte (in greco antico: Φόρβας?, Phórbās) è un personaggio della mitologia greca. Eroe dell'isola di Rodi.

## Genealogia
Figlio di Triopa e di Hiscilla (figlia di Mirmidone) (od Orisinome figlia dei mirmidoni). Fu padre di Pellene, eponimo della città di Pellene.

## Mitologia
Quando il popolo dell'isola di Rodi fu vittima di una piaga composta da masse di serpenti, un oracolo profetizzò di chiamare un uomo chiamato Forbante che, una volta coinvolto purificò l'isola dei serpenti e in segno di gratitudine fu venerato come un eroe.

Dopo la sua morte, Apollo lo collocò nella costellazione del Serpentario.
Secondo Omero, Forbante era più attraente di Apollo.
Il fatto viene citato nell'opera Astronomica di Igino:
Phorbas, figlio di Triopa e di Orsinome, figlia dei mirmidoni, una volta spinto da una tempesta, approdò nell'isola.
Non esitò nemmeno un minuto e uccise il mostro insieme con tutte le serpi che lo circondavano. Apollo decise allora di premiarlo per l'eternità sistemandolo in cielo con le sembianze di un uccisore di serpenti …»
(Igino Astronomo, Astronomica, II. 2,14)